# Любовь на стороне
«Любовь на стороне» (англ. Love on the Side) — канадская романтическая комедия 2004 года режиссёра Вик Сарин.

## Сюжет
Ив живёт в маленьком городке вместе с братом Чаком. У них недавно умерла мать, и они остались одни. По наследству Ив перешло кафе, где она работает официанткой. Ив мечтает стать художницей, поступить учиться, и ещё она влюблена в Джефа — приятеля Чака. Но Джеф совсем не замечает её. Когда в городке появляется городская красотка Линда, Ив окончательно теряет веру в себя, ведь Чак и Джеф теперь не могут ни о чём думать, кроме как об этой девушке. Но Линда не заинтересована в парнях, ей понравилась Ив. Линда тронута искренностью девушки и открыто выражает свою симпатию. Это заставляет всех увидеть ситуацию в новом свете. Ив начинает верить в себя, Джеф пытается спасти её от «городской лесбиянки» и влюбляется сам. Каждый находит путь к своему счастью.

## Актёрский состав
| В ролях         |  | Персонаж            |
| --------------- |  | ------------------- |
| Марла Соколоф   |  | Ив Стакли           |
| Барри Ватсон    |  | Джеф                |
| Моника Шнарре   |  | Линда Авери         |
| Дженнифер Тилли |  | Алма Кернс          |
| Дейв Томас      |  | Ред Бишоп           |
| Джонатан Черри  |  | Чак Стакли, брат Ив |